# Secrétaire d'État à l'Emploi
Le secrétaire d'État à l'Emploi est un poste dans le Cabinet britannique. En 1995, il a fusionné avec le secrétaire d'État à l'Éducation pour crée le secrétaire d'État à l'Éducation à l'Emploi. En 2001, les fonctions de l'emploi ont été ensuite transférés au secrétaire d'État au Travail et aux Retraites.

## Ministre du Travail (1916–1940)
| Nom | Nom                      | Portrait                                      | Mandat           | Mandat                        | Parti politique  | Premier ministre | Premier ministre                           |
| --- | ------------------------ | --------------------------------------------- | ---------------- | ----------------------------- | ---------------- | ---------------- | ------------------------------------------ |
|     | John Hodge               |                                               | 10 décembre 1916 | 17 août 1917                  | Travailliste     |                  | David Lloyd George (Coalition)             |
|     | George Henry Roberts     |                                               | 17 août 1917     | 10 janvier 1919               | Travailliste     |                  | David Lloyd George (Coalition)             |
|     | Robert Horne             |                                               | 10 janvier 1919  | 19 mars 1920                  | Unioniste        |                  | David Lloyd George (Coalition)             |
|     | Thomas Macnamara         |                                               | 19 mars 1920     | 19 octobre 1922               | Libéral          |                  | David Lloyd George (Coalition)             |
|     | Anderson Montague-Barlow |                                               | 31 octobre 1922  | 22 janvier 1924               | Conservateur     |                  | Bonar Law                                  |
|     | Anderson Montague-Barlow | Stanley Baldwin                               | 31 octobre 1922  | 22 janvier 1924               | Conservateur     |                  |                                            |
|     | Tom Shaw                 |                                               | 22 janvier 1924  | 3 novembre 1924               | Travailliste     |                  | Ramsay MacDonald                           |
|     | Arthur Steel-Maitland    |                                               | 6 novembre 1924  | 4 juin 1929                   | Conservateur     |                  | Stanley Baldwin                            |
|     | Margaret Bondfield       |                                               | 7 juin 1929      | 24 août 1931 (lost seat 1931) | Travailliste     |                  | Ramsay MacDonald                           |
|     | Henry Betterton          |                                               | 25 août 1931     | 29 juin 1934                  | Conservateur     |                  | Ramsay MacDonald (1er & 2nd National Min.) |
|     | Oliver Stanley           |                                               | 29 juin 1934     | 7 juin 1935                   | Conservateur     |                  | Ramsay MacDonald (1er & 2nd National Min.) |
|     | Ernest Brown             |                                               | 7 juin 1935      | 13 mai 1940                   | Liberal National |                  | Stanley Baldwin (3rd National Min.)        |
|     | Ernest Brown             | Neville Chamberlain (4th Nat.Min.; Coalition) | 7 juin 1935      | 13 mai 1940                   | Liberal National |                  |                                            |

## Ministre du Travail et du Service national (1940–1959)
| Nom | Nom             | Portrait         | Mandat           | Mandat                    | Parti politique | Premier ministre                   | Premier ministre              |
| --- | --------------- | ---------------- | ---------------- | ------------------------- | --------------- | ---------------------------------- | ----------------------------- |
|     | Ernest Bevin    |                  | 13 mai 1940      | 23 mai 1945               | Travailliste    |                                    | Winston Churchill (Coalition) |
|     | R. A. Butler    |                  | 25 mai 1945      | 26 juillet 1945           | Conservateur    | Winston Churchill (Caretaker Min.) |                               |
|     | George Isaacs   |                  | 3 août 1945      | 17 janvier 1951           | Travailliste    |                                    | Clement Attlee                |
|     | Aneurin Bevan   |                  | 17 janvier 1951  | 23 avril 1951 (démission) | Travailliste    |                                    | Clement Attlee                |
|     | Alfred Robens   |                  | 24 avril 1951    | 26 octobre 1951           | Travailliste    |                                    | Clement Attlee                |
|     | Walter Monckton |                  | 28 octobre 1951  | 20 décembre 1955          | Conservateur    |                                    | Winston Churchill             |
|     | Walter Monckton | Sir Anthony Eden | 28 octobre 1951  | 20 décembre 1955          | Conservateur    |                                    |                               |
|     | Iain Macleod    |                  | 20 décembre 1955 | 14 octobre 1959           | Conservateur    |                                    |                               |
|     | Iain Macleod    | Harold Macmillan | 20 décembre 1955 | 14 octobre 1959           | Conservateur    |                                    |                               |
|     | Edward Heath    |                  | 14 octobre 1959  | 12 novembre 1959          | Conservateur    |                                    |                               |

## Ministre du Travail (1959–1968)
| Nom | Nom           | Mandat           | Mandat          | Partis politiques | Premier Ministre | Premier Ministre      |
| --- | ------------- | ---------------- | --------------- | ----------------- | ---------------- | --------------------- |
|     | Edward Heath  | 12 novembre 1959 | 27 juillet 1960 | Conservateur      |                  | Harold Macmillan      |
|     | John Hare     | 27 juillet 1960  | 20 octobre 1963 | Conservateur      |                  | Harold Macmillan      |
|     | Joseph Godber | 20 octobre 1963  | 16 octobre 1964 | Conservateur      |                  | Sir Alec Douglas-Home |
|     | Ray Gunter    | 18 octobre 1964  | 6 avril 1968    | Travailliste      |                  | Harold Wilson         |

## Secrétaire d'État à l'Emploi et de la Productivité (1968–1970)
| Nom | Nom            | Mandat       | Mandat       | Parti politique | Premier ministre | Premier ministre |
| --- | -------------- | ------------ | ------------ | --------------- | ---------------- | ---------------- |
|     | Barbara Castle | 6 avril 1968 | 19 juin 1970 | Travailliste    |                  | Harold Wilson    |

## Secrétaire d'État à l'Emploi (1970–1995)
| Nom | Nom                    | Mandat            | Mandat            | Parti politique | Premier ministre | Premier ministre  |
| --- | ---------------------- | ----------------- | ----------------- | --------------- | ---------------- | ----------------- |
|     | Robert Carr            | 20 juin 1970      | 7 avril 1972      | Conservateur    |                  | Edward Heath      |
|     | Maurice Macmillan      | 7 avril 1972      | 2 décembre 1973   | Conservateur    |                  | Edward Heath      |
|     | William Whitelaw       | 2 décembre 1973   | 4 mars 1974       | Conservateur    |                  | Edward Heath      |
|     | Michael Foot           | 5 mars 1974       | 8 avril 1976      | Travailliste    |                  | Harold Wilson     |
|     | Albert Booth           | 8 avril 1976      | 4 mai 1979        | Labour          |                  | James Callaghan   |
|     | James Prior            | 5 mai 1979        | 14 septembre 1981 | Conservateur    |                  | Margaret Thatcher |
|     | Norman Tebbit          | 14 septembre 1981 | 16 octobre 1983   | Conservateur    |                  | Margaret Thatcher |
|     | Tom King               | 16 octobre 1983   | 2 septembre 1985  | Conservateur    |                  | Margaret Thatcher |
|     | Lord Young of Graffham | 2 septembre 1985  | 13 juin 1987      | Conservateur    |                  | Margaret Thatcher |
|     | Norman Fowler          | 13 juin 1987      | 3 janvier 1990    | Conservateur    |                  | Margaret Thatcher |
|     | Michael Howard         | 3 janvier 1990    | 11 avril 1992     | Conservateur    |                  | Margaret Thatcher |
|     | Michael Howard         | 3 janvier 1990    | 11 avril 1992     | Conservateur    | John Major       |                   |
|     | Gillian Shephard       | 11 avril 1992     | 27 mai 1993       | Conservateur    |                  |                   |
|     | David Hunt             | 27 mai 1993       | 20 juillet 1994   | Conservateur    |                  |                   |
|     | Michael Portillo       | 20 juillet 1994   | 5 juillet 1995    | Conservateur    |                  |                   |

## Secrétaire d'État à l'Éducation et de l'Emploi (1995–2001)
| Nom | Nom              | Mandat         | Mandat      | Parti politique | Premier ministre | Premier ministre |
| --- | ---------------- | -------------- | ----------- | --------------- | ---------------- | ---------------- |
|     | Gillian Shephard | 5 juillet 1995 | 2 mai 1997  | Conservateur    |                  | John Major       |
|     | David Blunkett   | 2 mai 1997     | 8 juin 2001 | Travailliste    |                  | Tony Blair       |

L'Office a fusionné avec le secrétaire d'État au Travail et aux Retraites en 2001.